# Лютчик
Лютчик — деревня в Шекснинском районе Вологодской области.
Входит в состав сельского поселения Никольского, с точки зрения административно-территориального деления — в Никольский сельсовет.
Расстояние по автодороге до районного центра Шексны — 0,8 км, до центра муниципального образования Прогресса — 3,3 км. Ближайшие населённые пункты — Большое Митенино, Ильинское, Перхино.
По переписи 2002 года население — 18 человек.